# Битка код Ниша (1443)
Битка код Ниша је вођена 8. новембра 1443. године између Турака, на једној страни, и Мађара и Срба, на другој страни. Турци су у потпуности поражени од стране Срба и Мађара под командом Јаноша Хуњадија.
Ова битка је била део тзв. Дуге војне.

## Позадина
Овој бици претходила је битка код Алексинца 3. новембра, 1443. године, недалеко од тврђаве Бован

## Припреме за битку
Хришћанска војска се састојала од Срба, Мађара, Чеха и Пољака. Њена јачина је била око 25.000 коњаника и пешака, од којих је било око 8.000 Срба, такође коњаника и пешака. Заповедници хришћана били су угарски војсковођа Сибињанин Јанко и српски деспот Ђурађ Бранковић.
Главнина турске војске још није била дошла из Марице, тако да су се хришћанској војсци супротставили паше Видина, Софије и околине. Турски заповедници су били Касим-паша, генерални гувернер Румелије, и Турахан-бег, војсковођа. Према Дубровчанину Андрији Качићу, турски султан Мурат II је послао Ђурђа Кастриота да би се супротставио Сибињанину Јанку.

## Ток битке
Према Дубровчанину Андрији Качићу, који је податке црпео од италијанских историчара, битка се овако одвијала:
Главни узрок турског пораза био је касније прослављени албански војсковођа Ђурађ Кастриот Скендербег. Кастриот, кога је послао турски султан у борбу, искористио је ту прилику да се одметне од Турака. Тајно је јавио Сибињанину Јанку да ће му предати султанову војску.
Током битке, Кастриот је напустио турску војску и почео да бежи. То је изазвало велику пометњу међу турским редовима, која је и омогућила да хришћанска војска однесе победу над Турцима.

## Губици
Турска страна имала је губитке од 2.000 палих и 4.000 заробљених.

## Последице
После ове битке, Ђурађ Кастриот Скендербег је напустио турску војску, заједно са 300 других Албанаца, вратио се у Албанију и поново прихватио хришћанство. Одатле је почео је 25 година дугу беспоштедну албанску побуну против Османског царства.
Касим је морао да напусти свој камп и да, са својим колегом војсковођом Тураханом, побегне кроз Пирот и кланце Драгомана у Софију да би упозорио султана о инвазији. У току свог бега, Касим и Турахан су спалили 150 села између Ниша и Софије.
Наредне године 1. јула Мурат II је потписао Сегедински мир на 10 година и абдицирао у корист свог сина Мехмеда II. Деспот Ђурађ је Сегеденским миром добио назад Деспотовину са 24 града., међу којима и Ниш
Деспот је, након Сегединског мира, град препустио Ђурђу Мрњавчевићу, потомку једног старог рода, према некима унуку великог војводе Гојка Мрњавчевића, као лено и баштину његових родитеља тј. предака. Ниш је остао годину дана слободан.
Када је прекршен мир следеће године, Мурат се вратио на Балкан и победио у бици код Варне (1444) и на Косову (1448). Ниш је поново пао под турску власт 1448, и остао тако наредних пуних 245 година не видевши ниједног хришћанског освајача.